# Городское поселение город Соль-Илецк
Городско́е поселе́ние город Соль-Илецк — муниципальное образование в Соль-Илецком районе Оренбургской области Российской Федерации.
Административный центр — город Соль-Илецк.

## История
Статус и границы городского поселения установлены Законом Оренбургской области от 2 сентября 2004 года № 1424/211-III-ОЗ «О наделении муниципальных образований Оренбургской области статусом муниципального района, городского округа, городского поселения, установлении и изменении границ муниципальных образований»

## Население
| 2010   | 2012    | 2013    | 2014    | 2015    |
| ------ | ------- | ------- | ------- | ------- |
| 28 377 | ↘27 978 | ↘27 748 | ↘27 338 | ↘27 279 |

## Состав городского поселения
| № | Населённый пункт | Тип населённого пункта        | Население |
| - | ---------------- | ----------------------------- | --------- |
| 1 | Соль-Илецк       | город, административный центр | ↘26 149   |